# 克鲁佩茨农村居民点
克鲁佩茨农村居民点（俄语：Крупецкое сельское поселение）是俄罗斯联邦布良斯克州布拉索沃区所属的一个农村居民点。其下辖有6个居民点，行政中心为克鲁佩茨。据2015年统计，该农村居民点的人口为836人。